# Convento de San Francisco (Moya)
El convento de San Francisco fue un monasterio franciscano situado en el término de Moya, provincia de Cuenca (Comunidad Autónoma de Castilla-La Mancha, España).

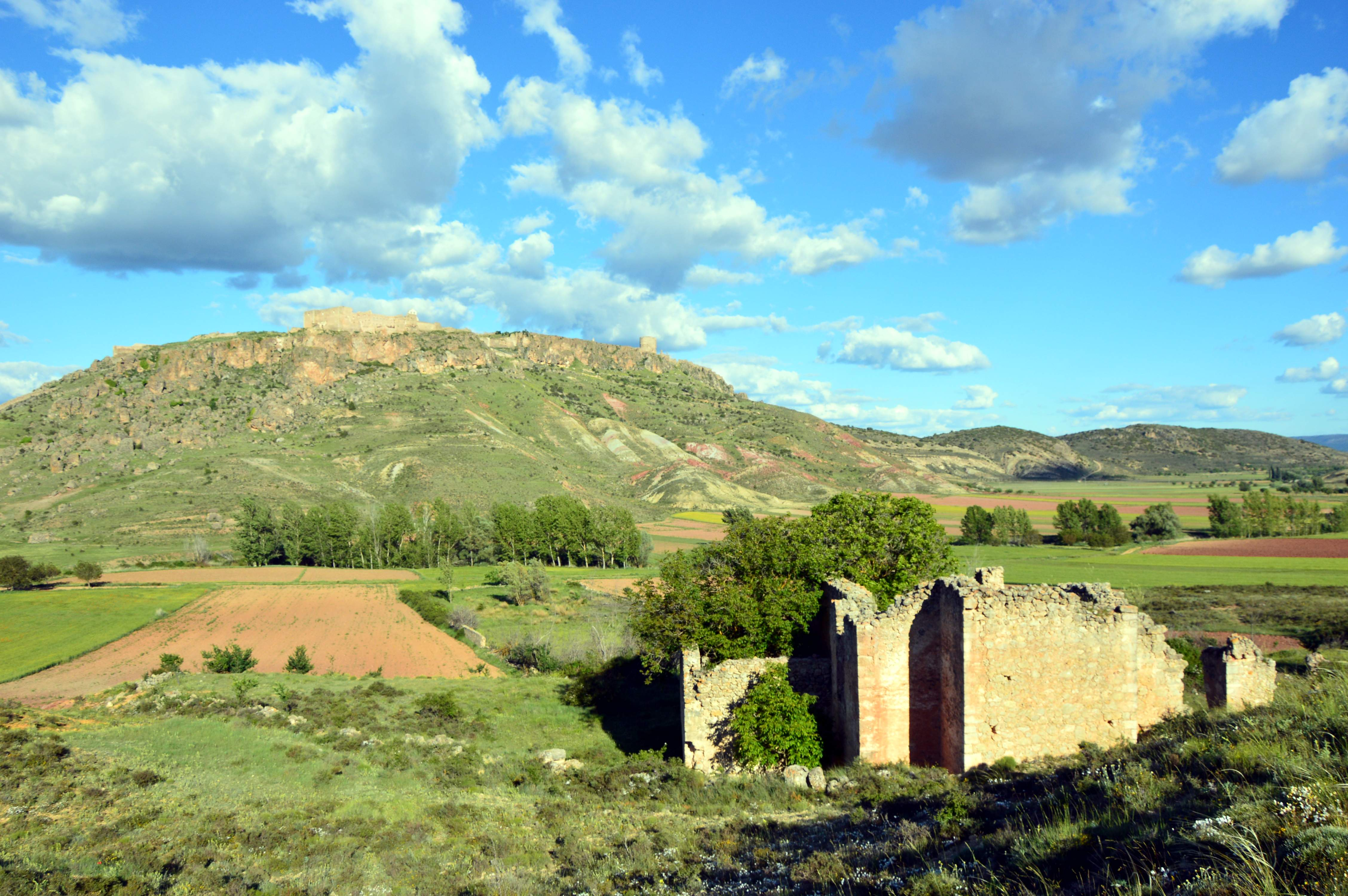
Vista general (noroccidental) de las ruinas del Convento de San Francisco (Moya, Cuenca), con el cerro moyano al fondo (2018).

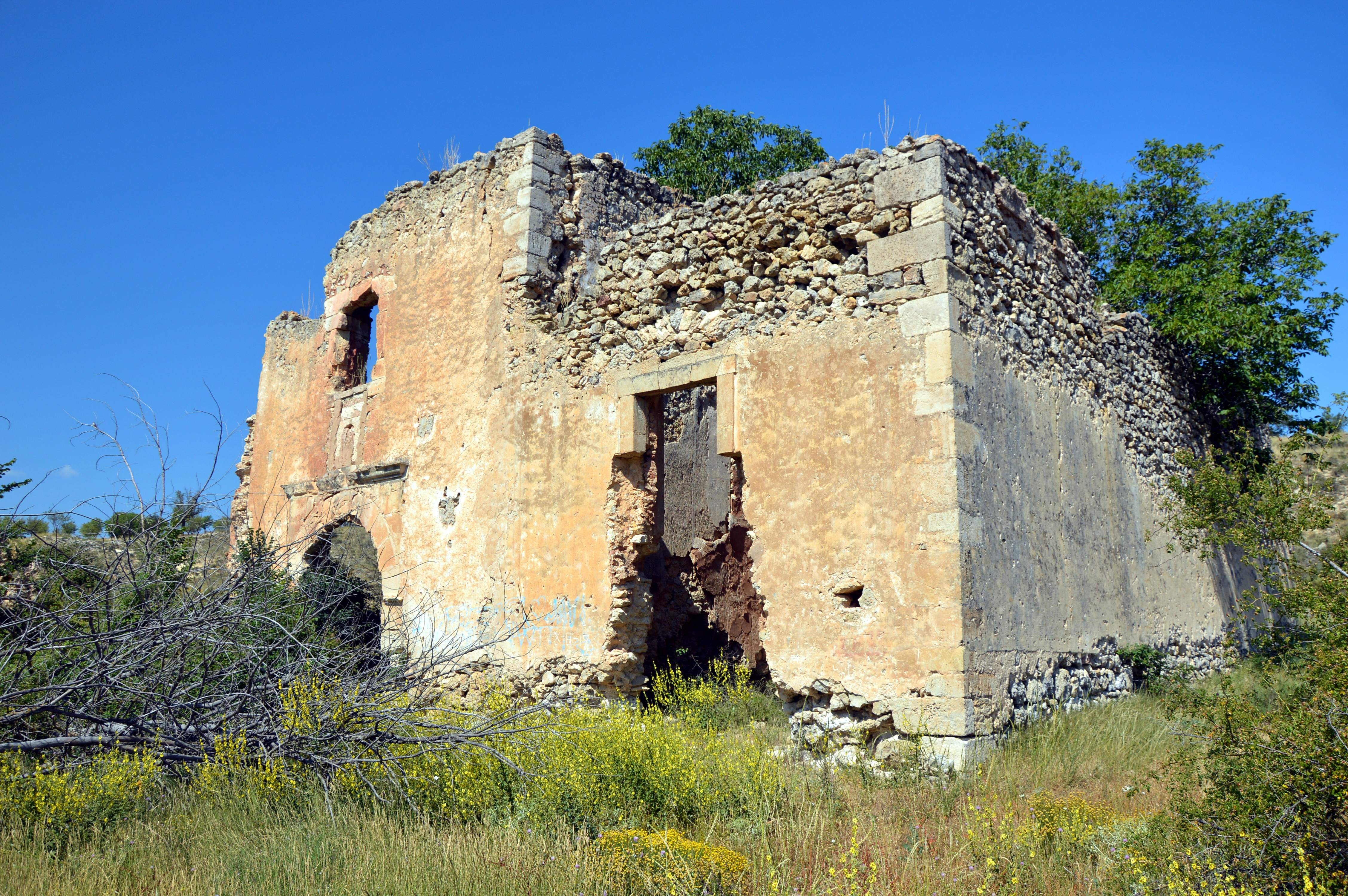
Vista parcial (nororiental) del Convento de San Francisco (Moya, Cuenca), 2018.

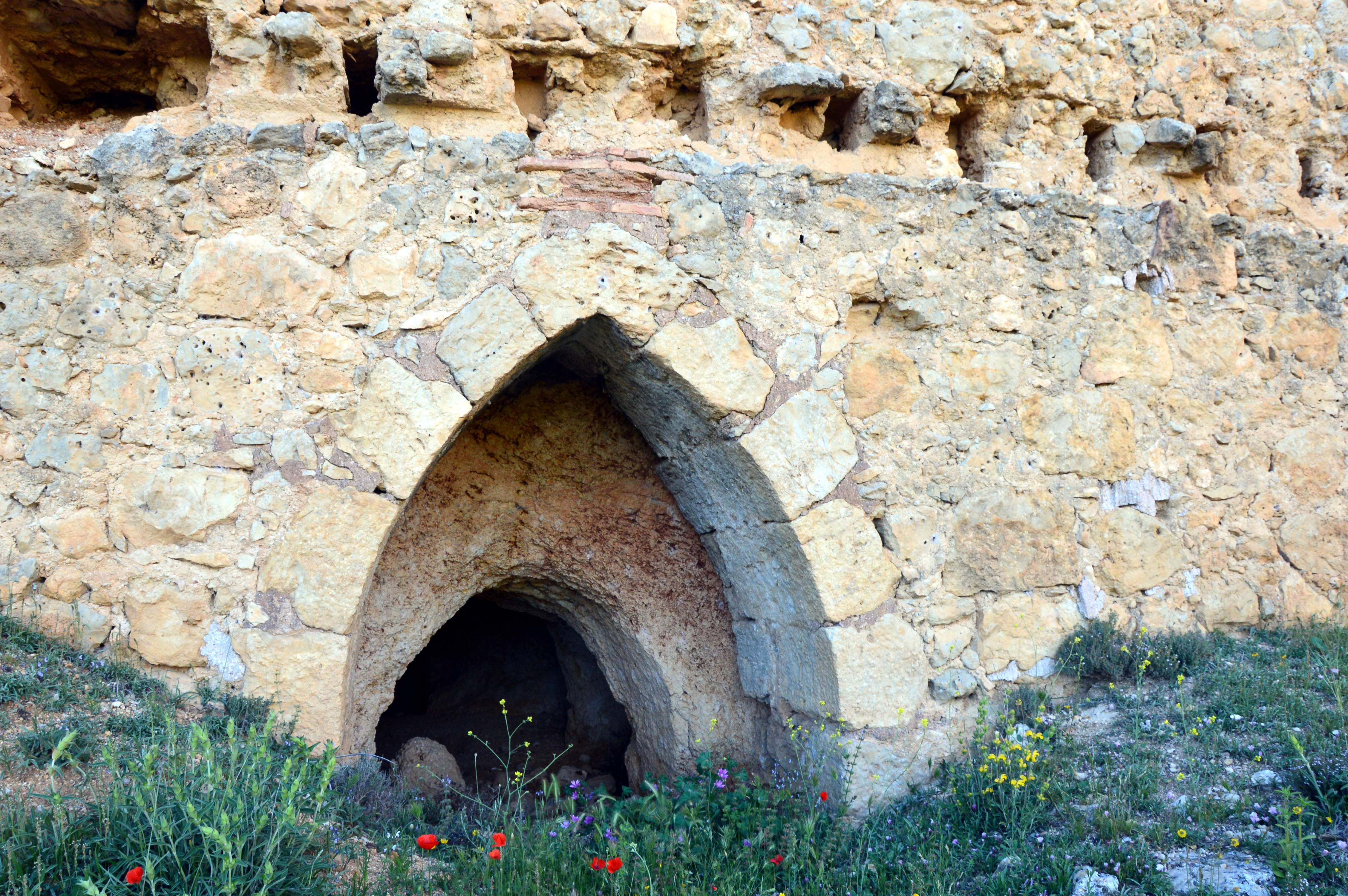
Vista parcial (oriental) de las ruinas del Convento de San Francisco (Moya, Cuenca) con detalle del arco de entrada a la bodega (2018).

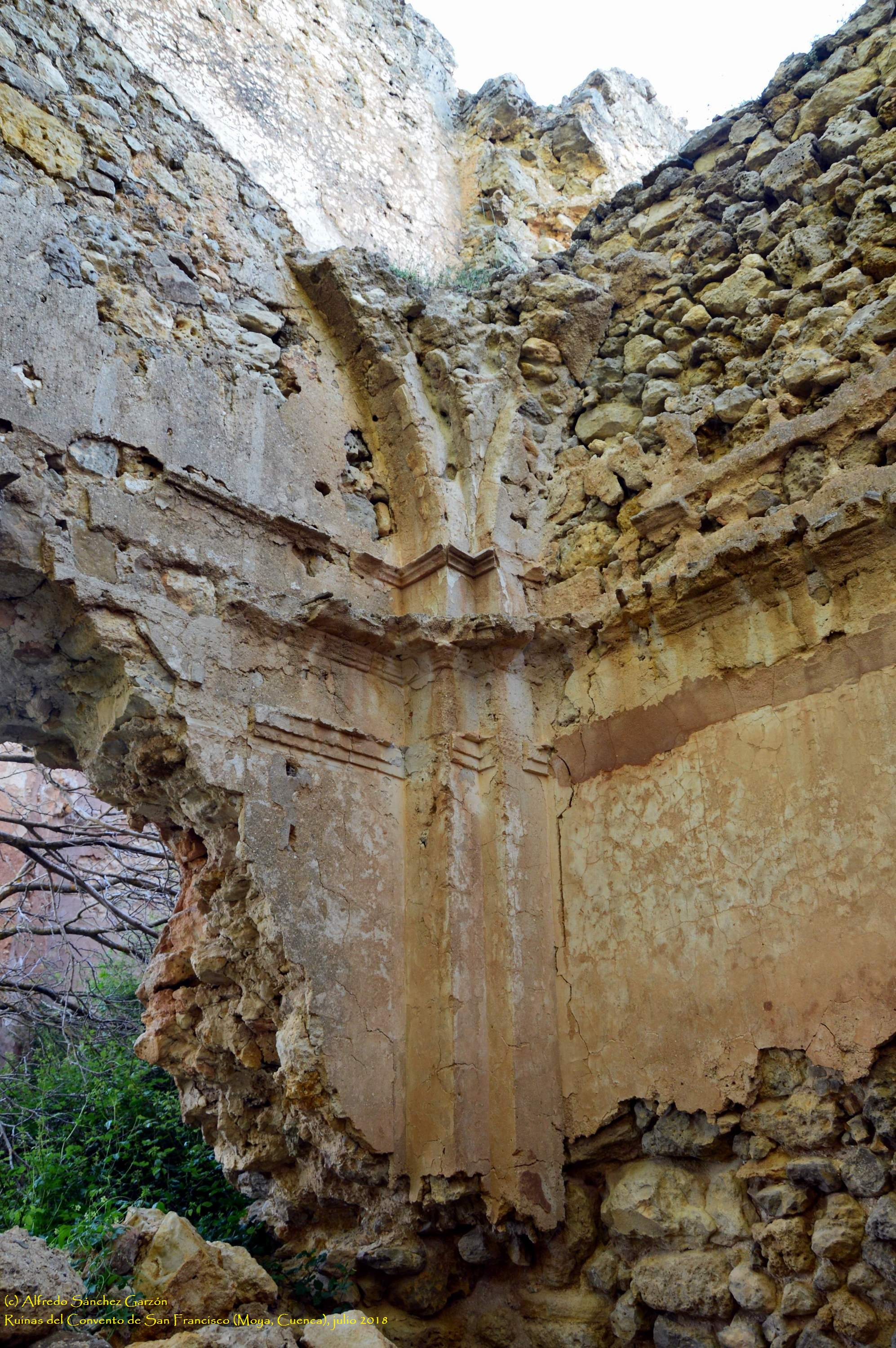
Vista parcial de las ruinas del Convento de San Francisco (Moya, Cuenca) con detalle de una capilla lateral (2018).

Exclaustrado con la Desamortización, se halla abandonado y en estado de ruina completa.

## Historia
Su historia comienza en la segunda mitad del siglo XVI, cuando un matrimonio de Moya —Francisco Caballón y Beatriz Ana Balacloche—, decide fundar a sus expensas un convento, bajo la advocación de San Francisco de Asís (1586).
Aceptado el ofrecimiento por la Orden Franciscana se firmó entre las partes la correspondiente escritura de cesión (1587): «Comenzaron las obras y con tanta celeridad que en marzo del mismo año ya tomó posesión de la parte habitable el superior de este convento Fray Bernardino de Carrascosa y cuatro religiosos más».
A principios de la década siguiente (1591), el número de residentes alcanza a once religiosos. A finales de la misma década, el Marqués de Villena, Juan Gaspar Fernández de Pacheco (1574-1615), entra a formar parte del Patronato del Convento (1598).
Inicialmente, el convento de Moya perteneció a la «Provincia Franciscana de Valencia». Sin embargo, a finales del primer tercio del siglo XVII (1631) pasó a depender de la «Provincia Franciscana de Cartagena», un amplio territorio peninsular entre Molina de Aragón y Almería.
El convento de Moya se vio afectado por las desamortizaciones de la primera mitad del siglo XIX: consta que la Comisión Provincial de desamortización de Cuenca hizo entrega de los ornamentos del convento a don Vicente Olivares, párroco de Alcalá de la Vega, delegado del obispo de Cuenca.
Entre los objetos mueble y ornamentales del convento de Moya había un «Santísimo Cristo de la Vega», estimable obra de veneración popular desaparecida con la desamortización.

## Ubicación y descripción
El convento se fundó en la huerta de Moya, margen derecha del río Ojos:

«unos mil pasos al Occidente; pero tiene tan áspera y penosísima subida, al dicho pueblo, que siempre se tendría a mejor partido, y conveniencias, el caminar por tierra llana, una o dos leguas, que ascender, trepando por tan inaccesible risco, aquella sola milla».
 Crónica de la provincia franciscana de Cartagena, Pablo Manuel Ortega 

El monasterio disponía de una casa-convento, habilitada para dos docenas de religiosos (situada en posición meridional), con una iglesia conventual (al norte), una zona de huerta (al levante), que se extendía hacia el río Ojos y otras dependencias, entre ellas una bodega excavada en la roca del monte con la entrada en arco ojival.
Un calzada, que atravesaba el río Ojos por un puente, unía el convento con la antigua población de Moya, ascendiendo por la ladera noroeste del cerro y atravesando la muralla septentrional por la denominada «Puerta Falsa». Dicha puerta se abre en el sector septentrional del Tercer recinto (siglo XIV), denominada «Puerta de San Francisco» tras la construcción del convento y de la vía que le unía con la villa (finales del siglo XVI, principios del siglo XVII).

## Personajes ilustres
Entre las personas vinculadas al convento de Moya (residentes o relacionados con él) cabe destacar la figura de dos religiosos:
- El venerable padre Juan de Molina, natural de la villa (1645): fray Molina cursó estudios en la Universidad de Valencia, ordenado sacerdote fue destinado a la parroquia de Landete, profesando posteriormente como franciscano terciario en el convento moyano.

- Fray Atanasio Rama, natural de Landete y fallecido en Orihuela. Fraile lego de ejemplar vida religiosa, fue conocido entre los lugareños como «el santurrón», también «el santo idiota». Ejerció como maestro de novicios en el convento de Orihuela, llegando a ser padre Guardián: fue inhumado en la capilla mayor de la iglesia a finales del siglo XVII (1700).